# Grotewal
Grotewal (Westfries: Grôtewal) is een buurtschap in de gemeente Schagen in de provincie Noord-Holland.
Grotewal ligt tegenwoordig zogoed als in de plaats Schagen, in het zuidoosten van de stad. De kern was ontstaan bij grootte aanlegoever die er ooit lag. Er lag iets verder ook een kleinere aanlegoever met een eigen kern, deze werd Lutkewal en later Lutjewal genoemd. Maar uiteindelijk verdween de kern, nu herinnert alleen nog een wegnaam aan die plaats, de Lutjeswallerweg. Beide kernen vielen vroeger lang bij Haringhuizen maar in de loop der tijd verwierf Schagen het gebied. Grotewal bestaat nog steeds als kern maar het gebied van Grotewal is tegenwoordig vooral gevuld als industrieterrein, dit wordt de Witte Paal genoemd.
Burgerbrug · Burgervlotbrug · Callantsoog · Dirkshorn · Eenigenburg · Groenveld · Groote Keeten · Krabbendam · Oudesluis · Petten · 't Rijpje · Schagen · Schagerbrug · Schoorldam (deels) · Sint Maarten · Sint Maartensbrug · Sint Maartensvlotbrug · Stroet · Tjallewal · Tolke (deels) · Tuitjenhorn · Valkkoog · Waarland · Warmenhuizen · 't Zand

Buurtschappen: Abbestede · Avendorp · Bliekenbos · 't Buurtje · De Banne · Burghorn · Cornelissenwerf · Dijkstaal · Grootven · Grotewal · Het Korfwater · De Hale · Hemkewerf · Huiskebuurt · Kalverdijk · Keinse · Keinsmerbrug · Kerkbuurt · Lagedijk · Leihoek · Mennonietenbuurt · Nes · Schagerwaard · Sint Maartenszee · Slootgaard · De Stolpen · Stolpervlotbrug · Vennik (deels) · 't Wad · De Weel (deels) · Woudmeer · Zijbelhuizen · Zijpersluis